# Toma (Band)
Toma ist eine Band aus Hamburg, die 2008 von Musikproduzent Toma Moon gegründet wurde.
Die Musik wird von der Band selbst als „German Alternative“ oder „Deutscher Indie Rock“ betitelt und kann als poplastiger Indie/Alternative Rock bezeichnet werden. Vor allem die teils abstrakten, melancholischen und nachdenklichen deutschen Texte führten immer wieder dazu, dass das Trio der Hamburger Schule zugeordnet wurde.

## Geschichte
Der Ursprung von Toma geht in die neunziger Jahre zurück und führt nach Görlitz, in die Heimatstadt von Gründer, Sänger und Multiinstrumentalist Toma Moon (Thomas Barth).
Der in Hamburg lebende Musikproduzent führte in einem Interview selbst seine ehemalige Band Cyberspace Junkies als musikalische Wurzel von Toma an. Diverse Sampler-Beiträge und zwei Alben sind von der Indie-Pop-Band zu finden, die sich 2002, nach Abschluss des zweiten Longplayers Langspielplatte aufgelöst hat.
Im Sommer 2008 begann Toma Moon die Produktion des ersten Toma Albums Alles wird gut. Er schrieb die Lieder, spielte alle Instrumente selbst ein und produzierte die Platte komplett im Alleingang inkl. Mixing und Mastering. Nach Fertigstellung im Frühjahr 2009 begann er umgehend, eine Liveband zusammen zu stellen und neben seiner Lebensgefährtin Jessica Baran-Surel, die den Part der Keyboarderin übernahm, stieß Richard Welschhoff am Bass dazu. Nun fehlte nur noch der richtige Schlagzeuger. Irgendwann bei einer Live-Produktion mit Ron Spielmann saß Moon mit Benny Greb beim Essen zusammen und nach Hören des Materials hatte Greb sofort einen Namen parat: Jan Kröger, ehemaliger Schüler von Greb, sollte sich als Glücksgriff erweisen, gehört mittlerweile zum engsten Freundeskreis Tomas und ist am Schlagzeug in so gut wie jedes eigene Projekt des Musikproduzenten involviert.
Ende des Jahres wurde Alles wird gut (noch als Promoausgabe) von regioactive.de zu den besten Platten 2009 gewählt. 2010 wurde Toma mehrfach Newcomer der Woche bzw. des Monats (u. a. Radio Energy, NDR2), am 20. März erschien die erste Single Jeden Tag bei itunes, amazon etc., die ersten Konzerte wurden gespielt, die Single lief deutschlandweit im Radio und am 19. November veröffentlichte Sunbase Records dann das Album digital. Im April 2011 erschien Jeden Tag dann zusätzlich auf dem von regioactive.de, Soundcheck und Visions veröffentlichten Musikmesse Sampler AUDIOSURF 2011, zeitgleich auch das Video zur Single und am 6. Mai 2011 kam das Album dann endlich auch als CD in den Handel.
2011 war dann der große Umbruch. Toma Moon, unzufrieden mit der Gesamtsituation, löste das Quartett auf und formierte, weiterhin mit Jan Kröger am Schlagzeug, das Rock-Trio. Dafür griff er auf ein alt bewährtes Musikerfindungsrezept zurück und beriet sich mit Markus Setzer, der, wie schon zwei Jahre zuvor Benny Greb in Sachen Schlagzeug, nun direkt auch den passenden Kandidaten am Bass in Petto hatte und so stieß Ben Nestler dazu.
Noch im Herbst 2011 verkrochen sich die Drei für ein Wochenende im Studio und spielten bei den sogenannten „Mondbasis Live Studio Sessions“ sechs Lieder ein, die eigentlich als Demo für Veranstalter dienen sollten, die nämlich jedes Mal völlig irritiert waren, wenn das Rock-Trio los gewitterte, nachdem man eigentlich aufgrund der ersten Pop-Platte was komplett anderes erwartet hatte. Das alles ist aber dann doch so gut geworden, dass man sich kurzerhand entschloss, das Ganze mit völlig neuem Konzept zu veröffentlichen. So entstand Ich glaub ich mach mal laut, eine Platte, bei der alles selbst gemacht wurde. Die CDs wurden gebrannt, die Cover zusammen mit den Fans auf Konzerten gestaltet und dann verschenkt und die Band forderte dazu auf, die Lieder weiterzugeben, Remixe zu machen oder eigene Videos dazu aufzunehmen. In Ausgabe 07/2012 des Soundcheck Magazins wurde Toma dann erneut zum Newcomer des Monats ernannt und im Sommer 2012 erschien die nächste Single Ich glaub ich mach mal blau samt Video, die dann, wieder von regioactive.de, zum zweiterfolgreichsten Song 2012 gewählt wurde. Außerdem hielt sich die Single mehr als 30 Wochen in den Top 100 (u. a. auch Top 10) der offiziellen deutschen Newcomercharts. Im Juni 2015 hat Sunbase Records die „Mondbasis Live Studio Sessions“ dann unter dem Namen Ich glaub ich mach mal laut doch auch noch digital veröffentlicht.
Dann wurde es erst einmal ruhig um die Band. Toma Moon arbeitete intensiv mit zwei befreundeten Musikern / Produzenten an einem anderen Projekt und veröffentlichte mit Notion Sound Collective im Mai 2013 ein Debütalbum, das einiges Aufsehen erregen sollte. Er holte seine beiden Mitstreiter von Toma dann als Rhythmusgruppe für die Liveband dazu und so war die komplette Band erst einmal Teil eines größeren Projektes und damit auch völlig ausgelastet. Im Frühjahr 2015 kündigte Toma dann auf der eigenen Website ein neues Studioalbum für 2015 an und die Band zog sich wieder ins Studio der Mondbasis Hamburg zurück. Im Januar 2016 kam dann endlich die erste Single, Die sagen, aus der Produktion in die Onlinestores und wurde physisch exklusiv auf The Finest Noise Der Sampler, Vol. 33 (noisy Neighbours) veröffentlicht. Seitdem ist es wieder ruhig um die Band, was wohl auf die vielen Produktionen Moons im eigenen Studio, und die damit einhergehende Zeitknappheit, zurückzuführen ist.

## Diskografie

### Studioalben
- 2009: Alles wird gut (Sunbase Records)
- 2011: Ich glaub ich mach mal laut (Sunbase Records)

### Singles und EPs
- 2010: Jeden Tag
- 2012: Ich glaub ich mach mal blau
- 2016: Die sagen

### Kompilationen
- Toma – Jeden Tag. Audiosurf //die.besten.bands.im.netz – Special Edition Musikmesse 2011 (Regioactive, Visions, Soundcheck)
- Toma – Die sagen. The Finest Noise Der Sampler, Vol. 33 (Noisy Neighbours)